# Dendrocerus incertissimus
Dendrocerus incertissimus är en stekelart som beskrevs av Paul Dessart 1999. Dendrocerus incertissimus ingår i släktet Dendrocerus och familjen trefåresteklar. Inga underarter finns listade i Catalogue of Life.